# Whole Lotta Love
«Whole Lotta Love» és una cançó de la banda de rock dur anglesa Led Zeppelin. És la primera cançó del seu segon àlbum, Led Zeppelin II, i fou publicada com a senzill a diversos llocs del món. La versió dels Estats Units esdevingué el seu primer senzill exitós, que rebé el certificat d'Or el 13 d'abril de 1970 amb un milió de vendes. Com ja passà amb altres cançons de Led Zeppelin, no se'n publicà cap senzill al Regne Unit.
«Whole Lotta Love» és sovint citada com una de les millors cançons de tots els temps i és un dels emblemes del grup. A les llistes de 100 Millors Cançons de Guitarra de les revistes Q i Rolling Stone ocupà les posicions 3 i 11, respectivament. La Rolling Stone també la situà com la millor cançó del grup a les 40 Millors Cançons de Led Zeppelin i al número 75 de les 500 Millors Cançons de Tots els Temps. El 2009 la VH1 l'anomenà la tercera millor cançó de rock dur de la història, i el 2014 la BBC Radio 2 votà «Whole Lotta Love» com el millor riff de guitarra de tots els temps.